# Alberto Fuentes Mohr
Alberto Fuentes Mohr (22 de noviembre de 1927 - 25 de enero de 1979) fue un destacado economista y político guatemalteco. Fue Ministro de Hacienda y Crédito Público y Ministro de Relaciones Exteriores entre 1966 y 1970. Fundó el Partido Social Demócrata (PSD), cuya inscripción fue admitido el 26 de enero de 1979.

## Biografía
Alberto Fuentes Mohr, hijo del Dr. Alberto Fuentes Castillo y María Luisa Mohr, nació en Quetzaltenango el 22 de noviembre de 1927. Durante sus estudios secundarios en el Instituto Nacional de Varones del Occidente (INVO) se destacó como líder estudiantil. Se graduó en la London School of Economics y a su regreso en Guatemala fue a trabajar para el Banco de Guatemala.
En 1957 fue condecorado Comendador de la Orden del Quetzal en reconocimiento por sus esfuerzos de promover la integración económica de América Latina, y el Mercado Común Centroamericano en particular.
En 1966 fue nombrado Ministro de Hacienda y Crédito Público en el gobierno de Julio César Méndez Montenegro. Sin embargo, sus políticas financieras reformistas, incluyendo una polémica reforma fiscal, condujo a su traslado del Ministerio de Hacienda al Ministerio de Asuntos Exteriores. El 27 de febrero de 1970, mientras servía como ministro de Relaciones Exteriores, Fuentes Mohr fue brevemente secuestrado por un comando urbano de las FAR. Fue puesto en libertad luego de que el gobierno liberó a Vicente Girón Calvillo, uno de los miembros encarcelados de las FAR.
En noviembre de 1970, fue detenido por el gobierno del coronel Carlos Manuel Arana Osorio y obligado a exiliarse. De 1970 a 1974 trabajó como catedrático de Economía en la Universidad Nacional en Costa Rica.
Regresó a Guatemala en 1974 y se postuló como candidato a la vicepresidencia por el Frente Nacional de Oposición en las elecciones de 1974. Tras su elección como diputado al Congreso representando a Quetzaltenango, comienza los preparativos para la fundación del Partido Social Demócrata (PSD).
Fuentes Mohr fue asesinado el 25 de enero de 1979 en la Avenida de la Reforma tras recibir 23 impactos de balas. Su asesinato fue seguido por los de otros líderes políticos de centro-izquierda, como Manuel Colom Argueta.
El 29 de enero de 2009, a treinta años de su asesinato, recibe la Orden Presidencial por "sus aportes a una Guatemala democrática por la vía pacífica y su participación política dentro del sistema constitucional. Por su visión económica de una Guatemala con una distribución justa de la riqueza y por promover en su momento una Reforma Fiscal necesaria para el desarrollo del país".
Su hijo mayor, Juan Alberto Fuentes Knight, fue Ministro de Finanzas Públicas de Guatemala en el gobierno de Álvaro Colom Caballeros.

## Obras publicadas
- Secuestro y prisión: dos caras de la violencia en Guatemala. San José (Costa Rica): Editorial Universitaria Centroamericana. 1971.
- Impuestos sobre los intermediarios financieros y sus operaciones. Organización de Estados Americanos, Oficina de Finanzas Públicas in San José, Costa Rica. 1973.
- La creación de un mercado común: apuntes históricos sobre la experiencia de Centroamérica. Buenos Aires: Instituto para la Integración de América Latina, BID. 1973.